# Jean-Paul Chambriard
Jean-Paul Chambriard, né le 12 juillet 1929 à Brioude (Haute-Loire) et mort le 24 janvier 1996 à Wissous (Essonne), est un homme politique français.

## Détail des fonctions et des mandats
Mandats locaux
- 1959 - 1965 : Conseiller municipal de Brioude
- 1965 - 1971 : Conseiller municipal de Brioude
- 1977 - 1983 : Conseiller municipal de Brioude
- 1989 - 1995 : Conseiller municipal de Brioude
- 1983 - 1989 : Maire de Brioude
- 1985 - 1992 : Conseiller général du canton de Brioude-Nord
- 1992 - 24 janvier 1996 : Conseiller général du canton de Brioude-Nord

Mandats parlementaires
- 25 septembre 1983 - 27 septembre 1992 : Sénateur de la Haute-Loire
- 27 septembre 1992 - 24 janvier 1996 : Sénateur de la Haute-Loire